# Закон и порядок: Специальный корпус (сезон 15)
Премьера пятнадцатого сезона полицейского процедурала «Закон и порядок: Специальный корпус» состоялась 25 сентября 2013	года на американском телеканале NBC; заключительная серия сезона вышла в эфир 21 мая 2014 года. В общей сложности, пятнадцатый сезон состоял из двадцати четырёх эпизодов.

## Актеры и персонажи
| - Маришка Харгитей — сержант Оливия Бенсон - Дэнни Пино — детектив Ник Амаро - Келли Гиддиш — детектив Аманда Роллинс - Ричард Белзер — сержант Джон Манч - Айс Ти — детектив Фин Тутуола - Рауль Эспарса — помощник окружного прокурора Рафаэль Барба - Дэнн Флорек — капитан Дон Крейген | - Би Ди Вонг — доктор Джордж Хуанг - Тамара Тюни — доктор Мелинда Уорнер - Дин Уинтерс — детектив Брайан Кэссиди - Роберт Джон Берк — лейтенант Эд Такер - Донал Лог — лейтенант Деклан Мерфи - Элизабет Марвел — адвокат Рита Калхун - Билл Ирвин — доктор Питер Линдстром |

## Эпизоды
| № общий | № в сезоне | Название                                      | Режиссёр            | Автор сценария                                                                 | Дата премьеры    | Зрители в США (млн) |
| --- | ---------- | --------------------------------------------- | ------------------- | ------------------------------------------------------------------------------ | ---------------- | ------------------- |
| 320 | 1          | «Surrender Benson» «Капитуляция Бенсон»       | Майкл Смит          | Уоррен Ли и Джули Мартин                                                       | 25 сентября 2013 | 9,58                |
| Серийный садист и насильник Уильям Льюис похищает детектива Бенсон. Её коллеги узнают об этом только через два дня, и сразу начинают делать всё возможное, чтобы найти преступника. Пока Бенсон отчаянно борется за свою жизнь, её друзья идут по кровавому следу, оставленному Льюисом, и начинают бояться, что могут не успеть спасти Оливию. - Приглашенная звезда: Пабло Шрайбер |            |                                               |                     |                                                                                |                  |                     |
| 321 | 2          | «Imprisoned Lives» «Жизнь в тюрьме»           | Майкл Словис        | Джули Мартин и Уоррен Ли                                                       | 25 сентября 2013 | 9,58                |
| Спустя два месяца после своего похищения Бенсон возвращается в спецкорпус и начинает расследовать дело брошенного на Таймс-сквер семилетнего ребёнка. Он приводит детективов в подвал дома, в котором его удерживали на протяжении всей жизни. Детективы выясняют, что их расследование связано с делом десятилетней давности о похищении девочки. Оливия пытается доказать себе и окружающим, что готова вернуться на работу, несмотря на сомнения капитана Крейгена и её психотерапевта доктора Линдстрема. |            |                                               |                     |                                                                                |                  |                     |
| 322 | 3          | «American Tragedy» «Американская трагедия»    | Фред Бернер         | Сценарий: Уоррен Ли и Джули Мартин Сюжет: Джилл Аббинанти                      | 2 октября 2013   | 6,85                |
| В городе происходит череда изнасилований зрелых женщин, в которых подозревается молодой высокий афроамериканец. Знаменитый шеф-повар, возвращаясь ночью домой, замечает, что её преследует человек, подходящий под описание насильника, испугавшись изнасилования, она убивает его выстрелом из пистолета. Вскоре выясняется, что погибший парень не был преступником, и дело о самообороне превращается в дело о расовой ненависти. - Приглашенная звезда: Сибилл Шеперд |            |                                               |                     |                                                                                |                  |                     |
| 323 | 4          | «Internal Affairs» «Внутренние дела»          | Жан де Сегонзак     | Кевин Фокс                                                                     | 9 октября 2013   | 6,31                |
| Коллегу Кэссиди, который сотрудничал с отделом внутренней безопасности и хотел свидетельствовать о случаях сексуального насилия в его бывшем участке, помещают в психиатрическое отделение. Лишившись единственного свидетеля, лейтенант Такер из внутренней безопасности предлагает Кэссиди работу под прикрытием в «грязном» участке и обещает вернуть ему за это значок детектива. Оливия и её коллеги обеспечивают сопровождение этой тайной операции и вскоре понимают, что Кэссиди грозит смертельная опасность. |            |                                               |                     |                                                                                |                  |                     |
| 324 | 5          | «Wonderland Story» «История Страны Чудес»     | Дженнифер Гетзингер | Сценарий: Уоррен Ли и Джули Мартин Сюжет: Эд Закерман и Лоуренс Каплоу         | 16 октября 2013  | 7,48                |
| Бывшая жертва изнасилования обращается к Бенсон за помощью, утверждая, что её одурманили наркотиками и снова изнасиловали. Расследование приводит детективов в мир подпольных вечеринок, завсегдатаем которых является интернет-миллионер, охотящийся на уязвимых девушек. Тем временем, сержант Манч уходит из спецкорпуса, и коллеги устраивают ему прощальную вечеринку. - Приглашенная звезда: Софья Васильева - Сюжет серии имеет предысторию в шестом эпизоде тринадцатого сезона под названием «Принимающие на веру» |            |                                               |                     |                                                                                |                  |                     |
| 325 | 6          | «October Surprise» «Октябрьский сюрприз»      | Питер Уэрнер        | Сценарий: Питер Блаунер Сюжет: Уоррен Ли и Питер Блаунер                       | 23 октября 2013  | 5,53                |
| Друг детства Барбы, баллотирующийся на пост мэра города, просит его помочь ещё одному общему другу, обвинённому в попытке изнасилования. Бенсон и Амаро проводят тщательное расследование это инцидента и выясняют, что потенциальный мэр с помощью арестованного друга пытался откупиться от бывшей любовницы. Амаро начинает сомневаться, что Барба сможет оставить в стороне личные чувства и преследовать по закону человека, которого он считает другом. |            |                                               |                     |                                                                                |                  |                     |
| 326 | 7          | «Dissonant Voices» «Противоречивые голоса»    | Алекс Чаппл         | Джон П. Роше                                                                   | 6 ноября 2013    | 5,65                |
| Преподаватель вокала известного телевизионного шоу обвинён в сексуальных домогательствах к своему четырёхлетнему ученику. В то время как Роллинс сомневается в его вине и призывает провести более тщательное расследование, Бенсон уверена в том, что они поймали настоящего педофила и находит всё больше его жертв. - Приглашенная звезда: Билли Портер |            |                                               |                     |                                                                                |                  |                     |
| 327 | 8          | «Military Justice» «Военная юстиция»          | Том Дичилло         | Лоуренс Каплоу                                                                 | 13 ноября 2013   | 6,16                |
| Офицер береговой охраны США задержана за вождение в пьяном виде, полицейские подозревают, что она была изнасилована, и вызывают Бенсон и Амаро. Детективы выясняют, что насильниками были сослуживцы жертвы, однако командир подозреваемых начинает препятствовать расследованию. По просьбе Амаро его бывшая жена, работающая в Пентагоне, находит компрометирующую информацию о командире, и это ставит под угрозу не только карьеру Ника, но и дело Барбы в суде. - Приглашенная звезда: Шири Эпплби |            |                                               |                     |                                                                                |                  |                     |
| 328 | 9          | «Rapist Anonymous» «Анонимный насильник»      | Стив Шилл           | Джули Мартин и Уоррен Ли                                                       | 20 ноября 2013   | 5,97                |
| Подруга Роллинс по обществу анонимных игроков утверждает, что её изнасиловал собственный любовник, однако прокурор отказывается предъявить тому обвинения. Дело усложняется, когда предполагаемого насильника находят упавшим с крыши, и подругу Роллинс задерживают по подозрению в предумышленном убийстве. В ходе судебного слушания Барбе приходится раскрыть некоторые подробности личной жизни Аманды, и это приводит к рецидиву её игровой зависимости. Тем временем, Оливия успешно сдаёт экзамен на сержанта, а Кэссиди вновь становится детективом. |            |                                               |                     |                                                                                |                  |                     |
| 329 | 10         | «Psycho/Therapist» «Псих/Терапевт»            | Майкл Словис        | Уоррен Ли и Джули Мартин                                                       | 8 января 2014    | 8,81                |
| Суд над серийным насильником Уильямом Льюисом заставляет Бенсон вновь оказаться лицом к лицу со своим похитителем и заново пережить случившуюся с ней травму. Льюис, пожелавший защищать сам себя, пытается доказать суду, что Оливия добровольно провела с ним четыре дня, а потом обезумела и жестоко избила его. Секреты, которые хранит Бенсон, заставляют присяжных сомневаться в том, кто в этом деле настоящая жертва. - Приглашенная звезда: Пабло Шрайбер |            |                                               |                     |                                                                                |                  |                     |
| 330 | 11         | «Amaro's One-Eighty» «Разворот Амаро»         | Ник Гомес           | Сценарий: Кевин Фокс Сюжет: Уоррен Ли и Джули Мартин                           | 15 января 2014   | 5,44                |
| Возвращаясь после вечеринки у Бенсон, Амаро и Роллинс присоединяются к погоне за торговцем наркотиками. Амаро, пытаясь защитить женщину-патрульного, серьёзно ранит подозреваемого, которым оказывается четырнадцатилетний безоружный темнокожий подросток. За расследование произошедшего берётся отдел внутренних расследований, в чьи ряды на испытательный срок был принят Кэссиди, и дело Амаро должно стать для него своеобразным экзаменом на профессиональную пригодность. Ситуация осложняется ещё больше, когда специальный прокурор Дерек Штраус делает публичное заявление о предстоящем суде над Ником, пытаясь выставить его поступок как проявление расовой ненависти. Тем временем, Крейген сообщает о своём уходе на пенсию, а Оливия становится главой спецкорпуса. |            |                                               |                     |                                                                                |                  |                     |
| 331 | 12         | «Jersey Breakdown» «Разрушение Джерси»        | Джонатан Херрон     | Сценарий: Селин Си Робинсон Сюжет: Джули Мартин и Селин Си Робинсон            | 22 января 2014   | 6,68                |
| Несовершеннолетняя девушка изнасилована и доставлена в больницу, однако она не желает разговаривать с полицией и подавать заявление. Вскоре детективы выясняют, что она работала в стриптиз-клубе, расположенном в Нью-Джерси, и подверглась насилию со стороны одного из постоянных клиентов. Владелец клуба отказывается сотрудничать со спецкорпусом и называть имя насильника. Тем временем, полиция Нью-Джерси арестовывает потерпевшую по подозрению в мошенничестве, и Бенсон начинает подозревать, что прокуратура округа Гудзон погрязла в коррупции и намеренно препятствует расследованию спецкорпуса. - Приглашенные звезды: Чезз Палминтери и Алана Де Ла Гарза |            |                                               |                     |                                                                                |                  |                     |
| 332 | 13         | «Betrayal's Climax» «Торжество предательства» | Холли Дейл          | Джилл Аббинанти                                                                | 29 января 2014   | 7,59                |
| Родители сообщают о похищении своей шестнадцатилетней дочери, и отец говорит детективам, что подозревает её парня, который состоит в местной банде. Вскоре девушку находят на крыше одного из домов, где она совершает неудачную попытку самоубийства. В больнице она рассказывает, что подверглась групповому изнасилованию, а её парня под угрозой оружия заставили наблюдать за этим. Однако предполагаемые насильники, оказавшиеся также членами банды, могут уйти от ответственности, потому что и жертва, и её бойфренд отказываются свидетельствовать против них, боясь за свою жизнь. |            |                                               |                     |                                                                                |                  |                     |
| 333 | 14         | «Wednesday's Child» «Дитя среды»              | Лора Белси          | Сценарий: Питер Блаунер Сюжет: Питер Блаунер и Уоррен Ли                       | 5 февраля 2014   | 6,24                |
| Приёмный отец заявляет о пропаже своего сына, однако детективы, узнав о проблемах в поведении и несоциализированности ребёнка, считают, что он сбежал из дома сам. Вскоре становится известно, что мальчик страдает от диабета, и с собой у него нет достаточного количества инсулина, что может привести к его впадению в кому. Расследование делает резкий поворот, когда детективы выясняют, что приёмная мать мальчика добровольно отдала его на переусыновление. - Приглашенная звезда: Розанна Аркетт |            |                                               |                     |                                                                                |                  |                     |
| 334 | 15         | «Comic Perversion» «Извращение комика»        | Алекс Чаппл         | Сценарий: Брианна Йеллен Сюжет: Брианна Йеллен, Джули Мартин и Уоррен Ли       | 26 февраля 2014  | 7,78                |
| Популярный стендап-комик, основной темой для выступления которого являются шутки на тему изнасилования, сам обвинён в изнасиловании молодой студентки университета. Он заявляет СМИ, что его арест является нарушением свободы слова, и предоставляет видеозапись с провокационным поведением жертвы, которая заставляет присяжных сомневаться в правомерности обвинения и ставит Барбу на грань поражения. - Приглашенная звезда: София Буш - Этот эпизод является первой частью кроссовера с телесериалом «Полиция Чикаго». Продолжение — эпизод «Конвенция». |            |                                               |                     |                                                                                |                  |                     |
| 335 | 16         | «Gridiron Soldier» «Солдат футбольного поля»  | Жан де Сегонзак     | Сценарий: Джон П. Роше Сюжет: Джон П. Роше и Джули Мартин                      | 5 марта 2014     | 6,01                |
| Молодой игрок в американский футбол из Джорджии приезжает в Нью-Йорк на день открытых дверей футбольной команды городского университета и пропадает без вести. Дядя пропавшего, старый знакомый Роллинс, обращается к ней за помощью, и Аманда вскоре находит парня в тюрьме, задержанного по обвинению в нападении на гея. Детективы спецкорпуса начинают подозревать, что парень стал жертвой жестокого розыгрыша, граничащего с изнасилованием, и что он далеко не единственная жертва в этой футбольной команде, подвергнувшаяся унижениям и насилию. |            |                                               |                     |                                                                                |                  |                     |
| 336 | 17         | «Gambler's Fallacy» «Ошибка игрока»           | Алекс Чаппл         | Сценарий: Джули Мартин и Уоррен Ли Сюжет: Кевин Фокс                           | 12 марта 2014    | 6,28                |
| Зависимость Роллинс от азартных игр приводит её в нелегальный игорный клуб, где её замечает знакомая официантка, которая предупреждает своё начальство о том, что в зале находится полиция. Управляющая клуба и её помощник начинают шантажировать Аманду, угрожая сообщить о её долгах и незаконной игре в отдел внутренних расследований. Загнанная в угол Аманда начинает выполнять поручения своих шантажистов и оказывается втянута в серьёзное преступление. Тем временем, коллеги замечают её странное поведение и начинают подозревать, что детектив попала в неприятности. |            |                                               |                     |                                                                                |                  |                     |
| 337 | 18         | «Criminal Stories» «Криминальные истории»     | Маришка Харгитей    | Сценарий: Питер Блаунер Сюжет: Уоррен Ли и Джули Мартин                        | 19 марта 2014    | 5,82                |
| Известный репортёр Джимми Макартур хочет написать большую статью о детективе Бенсон и получает у полицейского начальства разрешение везде следовать за Оливией. Таким образом, он оказывается в курсе расследования изнасилования молодой мусульманки. Вскоре Макартур публикует разгромную статью, в которой утверждает, что никакого изнасилования не было и девушка врёт родителям и полиции. Однако Бенсон и Барба уверены в том, что жертва подверглась насилию, но не в то время и не в том месте, о которых она говорит. - Приглашенная звезда: Алек Болдуин |            |                                               |                     |                                                                                |                  |                     |
| 338 | 19         | «Downloaded Child» «Скачанный ребёнок»        | Адам Бернстайн      | Сценарий: Джилл Аббинанти Сюжет: Джули Мартин и Уоррен Ли                      | 2 апреля 2014    | 5,90                |
| Мать оставляет свою шестилетнюю дочь одну в квартире на двое суток. Когда полиция находит женщину, она говорит, что была вынуждена поступить так, потому что боится оставлять свою дочь на попечение отчима. Бенсон начинает подозревать, что она сама была жертвой насилия. Доктор Линдстрем помогает восстановить подавленные детские воспоминания задержанной и узнаёт, что отчим-педофил многократно насиловал её, записывал это на видео и выкладывал в интернет. |            |                                               |                     |                                                                                |                  |                     |
| 339 | 20         | «Beast’s Obsession» «Одержимость зверя»       | Стив Шилл           | Уоррен Ли и Джули Мартин                                                       | 9 апреля 2014    | 7,41                |
| Уильям Льюис, серийный насильник, убийца и садист, сбегает из тюрьмы и вновь начинает свои смертоносные игры с Бенсон. На время расследования комиссар полиции снимает Оливию с должности главы спецкорпуса и помещает её под круглосуточную охрану. Однако когда Льюис похищает двенадцатилетнюю девочку и выходит на связь с Бенсон, ей приходится решать, на что она готова пойти, чтобы спасти жизнь ребёнка. - Приглашенная звезда: Пабло Шрайбер |            |                                               |                     |                                                                                |                  |                     |
| 340 | 21         | «Post-Mortem Blues» «Посмертный блюз»         | Майкл Словис        | Джули Мартин и Уоррен Ли                                                       | 30 апреля 2014   | 6,20                |
| Уильям Льюис заканчивает жизнь самоубийством, выстрелив себе в голову, однако отдел внутренних расследований и специальный прокурор Дерек Штраус уверены в том, что на самом деле это убийство, совершённое Бенсон. Для расследования этого дела созывается Большое жюри, и Оливии предстоит сделать сложный выбор между карьерой и принципами. |            |                                               |                     |                                                                                |                  |                     |
| 341 | 22         | «Reasonable Doubt» «Обоснованное сомнение»    | Алекс Чаппл         | Кевин Фокс и Роберт Брукс Коэн                                                 | 7 мая 2014       | 5,34                |
| Бывшая жена популярного телевизионного продюсера Фрэнка Мэддокса обвиняет его в растлении их восьмилетней дочери. Однако когда детективы узнают, что Мэддокс бросил жену ради её младшей сестры, они начинают подозревать, что выдвинутые обвинения вполне могут быть местью покинутой женщины. - Приглашенные звезды: Брэдли Уитфорд и Саманта Мэтис |            |                                               |                     |                                                                                |                  |                     |
| 342 | 23         | «Thought Criminal» «Мысль преступника»        | Адам Бернстайн      | Сценарий: Питер Блаунер Сюжет: Питер Блаунер, Джули Мартин и Уоррен Ли         | 14 мая 2014      | 5,42                |
| Детективы спецкорпуса под руководством Мерфи проводит операцию по выявлению педофилов, распространяющих детское порно. Вскоре они выходят на знаменитого фотографа Саймона Уилкса, который хочет воплотить в жизнь свои садистские сексуальные фантазии о детях. Детективы уговаривают Барбу завести против Уилкса дело, не имея ни жертв, ни вещественных доказательств. - Приглашенная звезда: Джошуа Малина |            |                                               |                     |                                                                                |                  |                     |
| 343 | 24         | «Spring Awakening» «Весеннее пробуждение»     | Норберто Барба      | Сценарий: Уоррен Ли и Джули Мартин Сюжет: Уоррен Ли, Джули Мартин и Кевин Фокс | 21 мая 2014      | 6,39                |
| После нападения на Уилкса отстранённый от работы Амаро ждёт суда в тюрьме; Манч приходит к нему, чтобы дать совет и внести залог. Тем временем, детективы спецкорпуса расследуют серию ограблений и изнасилований туристов, происходящих в недорогих отелях. Когда Мерфи удаётся арестовать двоих подозреваемых, оказывается, что задержанная женщина является матерью неизвестного младенца, найденного Бенсон у производителей детской порнографии. |            |                                               |                     |                                                                                |                  |                     |